# Nguyễn Văn Toàn
Văn Toàn Nguyễn (Hai Duong, 12 aprile 1996) è un calciatore vietnamita, attaccante del Nam Định e della nazionale vietnamita.

## Caratteristiche tecniche
È un attaccante.

## Carriera

### Club
Dopo aver giocato nel settore giovanile dell'HAGL dal 2007 al 2014, debutta in prima squadra il 4 gennaio 2015, durante una gara di campionato vinta per 4-2 contro il Sanna Khánh Hòa.
Il 4 gennaio 2023 dopo 16 anni con l'HAGL cambia squadra, trasferendosi in Corea del Sud al Seoul E-Land. Tuttavia, l'esperienza coreana dura pochi mesi; infatti, il 20 settembre 2023 fa ritorno in patria, accasandosi al Nam Định.
Il ritorno in un ambiente familiare lo favorisce; infatti, alla fine della prima stagione viene nominato nell'undici ideale della V League 1 2023-2024, competizione che tra l'altro vince pure.

### Nazionale
Dopo aver giocato per le varie selezioni giovanili vietnamite, il 24 marzo 2016 debutta in nazionale maggiore, in occasione di una gara di qualificazioni al campionato del mondo 2018 contro il Taiwan, vinta 4-1 grazie a una sua doppietta.
Negli anni seguenti, tra il 2016 e il 2024, prende parte a cinque edizioni dell'ASEAN Cup, vincendo le edizioni 2018 e 2024. Inoltre, nel 2019 e nel 2023 viene convocato per prendere parte alla Coppa d'Asia.

## Statistiche

### Cronologia presenze e reti in nazionale
| Cronologia completa delle presenze e delle reti in nazionale ― Vietnam | Cronologia completa delle presenze e delle reti in nazionale ― Vietnam | Cronologia completa delle presenze e delle reti in nazionale ― Vietnam | Cronologia completa delle presenze e delle reti in nazionale ― Vietnam | Cronologia completa delle presenze e delle reti in nazionale ― Vietnam | Cronologia completa delle presenze e delle reti in nazionale ― Vietnam | Cronologia completa delle presenze e delle reti in nazionale ― Vietnam | Cronologia completa delle presenze e delle reti in nazionale ― Vietnam |
| Data                                                                   | Città                                                                  | In casa                                                                | Risultato                                                              | Ospiti                                                                 | Competizione                                                           | Reti                                                                   | Note                                                                   |
| ---------------------------------------------------------------------- | ---------------------------------------------------------------------- | ---------------------------------------------------------------------- | ---------------------------------------------------------------------- | ---------------------------------------------------------------------- | ---------------------------------------------------------------------- | ---------------------------------------------------------------------- | ---------------------------------------------------------------------- |
| 24-03-2016                                                             | Hanoi                                                                  | Vietnam                                                                | 4 – 1                                                                  | Taiwan                                                                 | Qual. Mondiali 2018                                                    | 2                                                                      | 84’                                                                    |
| 29-03-2016                                                             | Teheran                                                                | Iraq                                                                   | 1 – 0                                                                  | Vietnam                                                                | Qual. Mondiali 2018                                                    | -                                                                      |                                                                        |
| 31-05-2016                                                             | Hanoi                                                                  | Vietnam                                                                | 2 – 0                                                                  | Siria                                                                  | Amichevole                                                             | -                                                                      | 53’                                                                    |
| 03-06-2016                                                             | Yangon                                                                 | Vietnam                                                                | 2 – 2 dts (4 - 3 dtr)                                                  | Hong Kong                                                              | Amichevole                                                             | -                                                                      | 51’                                                                    |
| 06-06-2016                                                             | Yangon                                                                 | Vietnam                                                                | 3 – 0 dts                                                              | Singapore                                                              | Amichevole                                                             | -                                                                      |                                                                        |
| 06-10-2016                                                             | Ho Chi Minh                                                            | Vietnam                                                                | 5 – 2                                                                  | Corea del Nord                                                         | Amichevole                                                             | -                                                                      | 79’                                                                    |
| 09-10-2016                                                             | Yogyakarta                                                             | Indonesia                                                              | 2 – 2                                                                  | Vietnam                                                                | Amichevole                                                             | -                                                                      | 55’                                                                    |
| 08-11-2016                                                             | Hanoi                                                                  | Vietnam                                                                | 3 – 2                                                                  | Indonesia                                                              | Amichevole                                                             | 1                                                                      |                                                                        |
| 20-11-2016                                                             | Yangon                                                                 | Birmania                                                               | 1 – 2                                                                  | Vietnam                                                                | AFF Cup 2016 - 1º turno                                                | -                                                                      | 50’                                                                    |
| 26-11-2016                                                             | Naypyidaw                                                              | Vietnam                                                                | 2 – 1                                                                  | Cambogia                                                               | AFF Cup 2016 - 1º turno                                                | -                                                                      | 61’                                                                    |
| 03-12-2016                                                             | Cibinong                                                               | Indonesia                                                              | 2 – 1                                                                  | Vietnam                                                                | AFF Cup 2016 - Semifinale andata                                       | -                                                                      | 75’                                                                    |
| 07-12-2016                                                             | Hanoi                                                                  | Vietnam                                                                | 2 – 2 dts                                                              | Indonesia                                                              | AFF Cup 2016 - Semifinale ritorno                                      | -                                                                      | 57’                                                                    |
| 22-03-2017                                                             | Hanoi                                                                  | Vietnam                                                                | 1 – 1                                                                  | Taiwan                                                                 | Amichevole                                                             | -                                                                      | 46’                                                                    |
| 28-03-2017                                                             | Dušanbe                                                                | Afghanistan                                                            | 1 – 1                                                                  | Vietnam                                                                | Qual. Coppa d'Asia 2019                                                | 1                                                                      | 57’                                                                    |
| 14-11-2017                                                             | Hanoi                                                                  | Vietnam                                                                | 0 – 0                                                                  | Afghanistan                                                            | Qual. Coppa d'Asia 2019                                                | -                                                                      | 61’                                                                    |
| 20-11-2018                                                             | Yangon                                                                 | Birmania                                                               | 0 – 0                                                                  | Vietnam                                                                | AFF Cup 2018 - 1º turno                                                | -                                                                      | 76’                                                                    |
| 12-01-2019                                                             | Abu Dhabi                                                              | Vietnam                                                                | 0 – 2                                                                  | Iran                                                                   | Coppa d'Asia 2019 - 1º turno                                           | -                                                                      | 46’                                                                    |
| 16-01-2019                                                             | al-'Ayn                                                                | Vietnam                                                                | 2 – 0                                                                  | Yemen                                                                  | Coppa d'Asia 2019 - 1º turno                                           | -                                                                      | 72’                                                                    |
| 20-01-2019                                                             | Dubai                                                                  | Giordania                                                              | 1 – 1 dts (2-4 dtr)                                                    | Vietnam                                                                | Coppa d'Asia 2019 - Ottavi di finale                                   | -                                                                      | 96’                                                                    |
| 24-01-2019                                                             | Dubai                                                                  | Vietnam                                                                | 0 – 1                                                                  | Giappone                                                               | Coppa d'Asia 2019 - Quarti di finale                                   | -                                                                      | 54’                                                                    |
| 5-6-2019                                                               | Buriram                                                                | Thailandia                                                             | 0 – 1                                                                  | Vietnam                                                                | King's Cup 2019 - Semifinale                                           | -                                                                      | 64’ 65’                                                                |
| 8-6-2019                                                               | Buriram                                                                | Curaçao                                                                | 1 – 1 (5 - 4 dtr)                                                      | Vietnam                                                                | King's Cup 2019 - Finale                                               | -                                                                      | 77’                                                                    |
| 5-9-2019                                                               | Pathum Thani                                                           | Thailandia                                                             | 0 – 0                                                                  | Vietnam                                                                | Qual. Coppa d'Asia 2019                                                | -                                                                      |                                                                        |
| 10-10-2019                                                             | Hanoi                                                                  | Vietnam                                                                | 1 – 0                                                                  | Malaysia                                                               | Qual. Coppa d'Asia 2019                                                | -                                                                      | 87’                                                                    |
| 15-10-2019                                                             | Gianyar                                                                | Indonesia                                                              | 1 – 3                                                                  | Vietnam                                                                | Qual. Coppa d'Asia 2019                                                | -                                                                      | 67’                                                                    |
| 14-11-2019                                                             | Hanoi                                                                  | Vietnam                                                                | 1 – 0                                                                  | Emirati Arabi Uniti                                                    | Qual. Coppa d'Asia 2019                                                | -                                                                      | 58’                                                                    |
| 19-11-2019                                                             | Hanoi                                                                  | Vietnam                                                                | 0 – 0                                                                  | Thailandia                                                             | Qual. Coppa d'Asia 2019                                                | -                                                                      | 55’                                                                    |
| 7-6-2021                                                               | Dubai                                                                  | Vietnam                                                                | 4 – 0                                                                  | Indonesia                                                              | Qual. Coppa d'Asia 2019                                                | -                                                                      | 46’                                                                    |
| 11-6-2021                                                              | Dubai                                                                  | Malaysia                                                               | 1 – 2                                                                  | Vietnam                                                                | Qual. Coppa d'Asia 2019                                                | -                                                                      | 79’                                                                    |
| 15-6-2021                                                              | Dubai                                                                  | Emirati Arabi Uniti                                                    | 3 – 2                                                                  | Vietnam                                                                | Qual. Coppa d'Asia 2019                                                | -                                                                      | 85’                                                                    |
| 2-9-2021                                                               | Riad                                                                   | Arabia Saudita                                                         | 3 – 1                                                                  | Vietnam                                                                | Qual. Mondiali 2022                                                    | -                                                                      | 84’                                                                    |
| 7-9-2021                                                               | Hanoi                                                                  | Vietnam                                                                | 0 – 1                                                                  | Australia                                                              | Qual. Mondiali 2022                                                    | -                                                                      | 46’                                                                    |
| 7-10-2021                                                              | Sharjah                                                                | Cina                                                                   | 3 – 2                                                                  | Vietnam                                                                | Qual. Mondiali 2022                                                    | -                                                                      | 55’                                                                    |
| 12-10-2021                                                             | Mascate                                                                | Oman                                                                   | 3 – 1                                                                  | Vietnam                                                                | Qual. Mondiali 2022                                                    | -                                                                      | 79’                                                                    |
| 11-11-2021                                                             | Hanoi                                                                  | Vietnam                                                                | 0 – 1                                                                  | Giappone                                                               | Qual. Mondiali 2022                                                    | -                                                                      | 72’                                                                    |
| 16-11-2021                                                             | Hanoi                                                                  | Vietnam                                                                | 0 – 1                                                                  | Arabia Saudita                                                         | Qual. Mondiali 2022                                                    | -                                                                      | 59’                                                                    |
| 6-12-2021                                                              | Bishan                                                                 | Laos                                                                   | 0 – 0                                                                  | Vietnam                                                                | AFF Cup 2020 - 1º turno                                                | -                                                                      | 70’                                                                    |
| 12-12-2021                                                             | Bishan                                                                 | Vietnam                                                                | 3 – 0                                                                  | Malaysia                                                               | AFF Cup 2020 - 1º turno                                                | -                                                                      | 64’                                                                    |
| 15-12-2021                                                             | Bishan                                                                 | Indonesia                                                              | 0 – 0                                                                  | Vietnam                                                                | AFF Cup 2020 - 1º turno                                                | -                                                                      | 88’                                                                    |
| 19-12-2021                                                             | Bishan                                                                 | Vietnam                                                                | 0 – 0                                                                  | Cambogia                                                               | AFF Cup 2020 - 1º turno                                                | -                                                                      | 66’                                                                    |
| 23-12-2021                                                             | Kallang                                                                | Vietnam                                                                | 0 – 2                                                                  | Thailandia                                                             | AFF Cup 2020 - Semifinale andata                                       | -                                                                      | 46’                                                                    |
| 26-12-2021                                                             | Kallang                                                                | Thailandia                                                             | 0 – 0                                                                  | Vietnam                                                                | AFF Cup 2020 - Semifinale ritorno                                      | -                                                                      | 54’                                                                    |
| 24-3-2022                                                              | Hanoi                                                                  | Vietnam                                                                | 0 – 1                                                                  | Oman                                                                   | Qual. Mondiali 2022                                                    | -                                                                      | 54’                                                                    |
| 27-9-2022                                                              | Ho Chi Minh                                                            | Vietnam                                                                | 3 – 0                                                                  | India                                                                  | Amichevole                                                             | 1                                                                      | 46’                                                                    |
| 14-12-2022                                                             | Hanoi                                                                  | Vietnam                                                                | 1 – 0                                                                  | Filippine                                                              | Amichevole                                                             | -                                                                      | 46’                                                                    |
| 21-12-2022                                                             | Vientiane                                                              | Laos                                                                   | 0 – 6                                                                  | Vietnam                                                                | AFF Cup 2022 - 1º turno                                                | 1                                                                      | 65’                                                                    |
| 27-12-2022                                                             | Hanoi                                                                  | Vietnam                                                                | 3 – 0                                                                  | Malaysia                                                               | AFF Cup 2022 - 1º turno                                                | -                                                                      | 13’, 32’                                                               |
| 6-1-2023                                                               | Giacarta                                                               | Indonesia                                                              | 0 – 0                                                                  | Vietnam                                                                | AFF Cup 2022 - Semifinale andata                                       | -                                                                      | 90’                                                                    |
| 9-1-2023                                                               | Hanoi                                                                  | Vietnam                                                                | 2 – 0                                                                  | Indonesia                                                              | AFF Cup 2022 - Semifinale ritorno                                      | -                                                                      | 90+1’                                                                  |
| 15-1-2023                                                              | Pathum Thani                                                           | Thailandia                                                             | 1 – 0                                                                  | Vietnam                                                                | AFF Cup 2022 - Finale ritorno                                          | -                                                                      | 75’                                                                    |
| 20-6-2023                                                              | Nam Dinh                                                               | Vietnam                                                                | 1 – 0                                                                  | Siria                                                                  | Amichevole                                                             | -                                                                      | 73’                                                                    |
| 11-9-2023                                                              | Hanoi                                                                  | Vietnam                                                                | 2 – 0                                                                  | Palestina                                                              | Amichevole                                                             | -                                                                      | 71’                                                                    |
| 10-10-2023                                                             | Dalian                                                                 | Cina                                                                   | 2 – 0                                                                  | Vietnam                                                                | Amichevole                                                             | -                                                                      | 46’                                                                    |
| 13-10-2023                                                             | Dalian                                                                 | Uzbekistan                                                             | 2 – 0                                                                  | Vietnam                                                                | Amichevole                                                             | -                                                                      | 46’                                                                    |
| 17-10-2023                                                             | Suwon                                                                  | Corea del Sud                                                          | 6 – 0                                                                  | Vietnam                                                                | Amichevole                                                             | -                                                                      | 66’                                                                    |
| 16-11-2023                                                             | Manila                                                                 | Filippine                                                              | 0 – 2                                                                  | Vietnam                                                                | Qual. Mondiali 2026                                                    | 1                                                                      | 84’                                                                    |
| 21-11-2023                                                             | Hanoi                                                                  | Vietnam                                                                | 0 – 1                                                                  | Iraq                                                                   | Qual. Mondiali 2026                                                    | -                                                                      | 46’                                                                    |
| 19-01-2024                                                             | Doha                                                                   | Vietnam                                                                | 0 – 1                                                                  | Indonesia                                                              | Coppa d'Asia 2023 - 1º turno                                           | -                                                                      | 72’                                                                    |
| 19-01-2024                                                             | Doha                                                                   | Iraq                                                                   | 3 – 2                                                                  | Vietnam                                                                | Coppa d'Asia 2023 - 1º turno                                           | -                                                                      | 46’                                                                    |
| 21-3-2024                                                              | Giacarta                                                               | Indonesia                                                              | 1 – 0                                                                  | Vietnam                                                                | Qual. Mondiali 2026                                                    | -                                                                      | 82’ 87’                                                                |
| 26-3-2024                                                              | Hanoi                                                                  | Vietnam                                                                | 0 – 3                                                                  | Indonesia                                                              | Qual. Mondiali 2026                                                    | -                                                                      | 59’                                                                    |
| 12-10-2024                                                             | Nam Dinh                                                               | Vietnam                                                                | 1 – 1                                                                  | India                                                                  | Amichevole                                                             | -                                                                      | 71’                                                                    |
| 9-12-2024                                                              | Vientiane                                                              | Laos                                                                   | 1 – 4                                                                  | Vietnam                                                                | ASEAN Cup 2024 - 1º turno                                              | 1                                                                      | 60’                                                                    |
| 15-12-2024                                                             | Việt Trì                                                               | Vietnam                                                                | 1 – 0                                                                  | Indonesia                                                              | ASEAN Cup 2024 - 1º turno                                              | -                                                                      | 61’                                                                    |
| 18-12-2024                                                             | Manila                                                                 | Filippine                                                              | 1 – 1                                                                  | Vietnam                                                                | ASEAN Cup 2024 - 1º turno                                              | -                                                                      | 63’                                                                    |
| 15-12-2024                                                             | Việt Trì                                                               | Vietnam                                                                | 5 – 0                                                                  | Birmania                                                               | ASEAN Cup 2024 - 1º turno                                              | -                                                                      | 62’                                                                    |
| Totale                                                                 |                                                                        | Presenze                                                               | 67                                                                     |                                                                        | Reti                                                                   | 8                                                                      |                                                                        |

## Palmarès

### Club

#### Competizioni nazionali
- Campionato vietnamita: 2

Nam Định: 2023-2024, 2024-2025
- Supercoppa del Vietnam: 1

Nam Định: 2024

### Nazionale
- ASEAN Cup: 2

Vietnam: 2018, 2024